# Casa de Gobierno de Tucumán

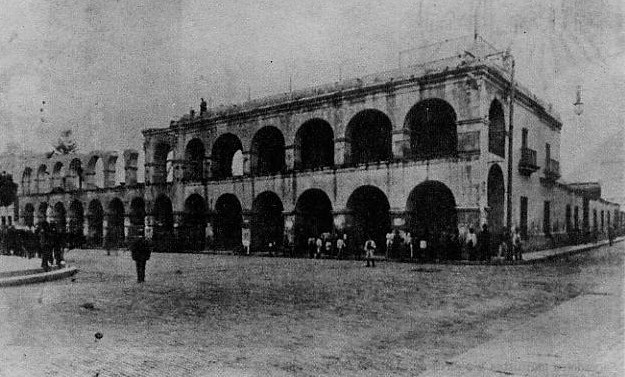
Demolición del antiguo Cabildo, en 1908.

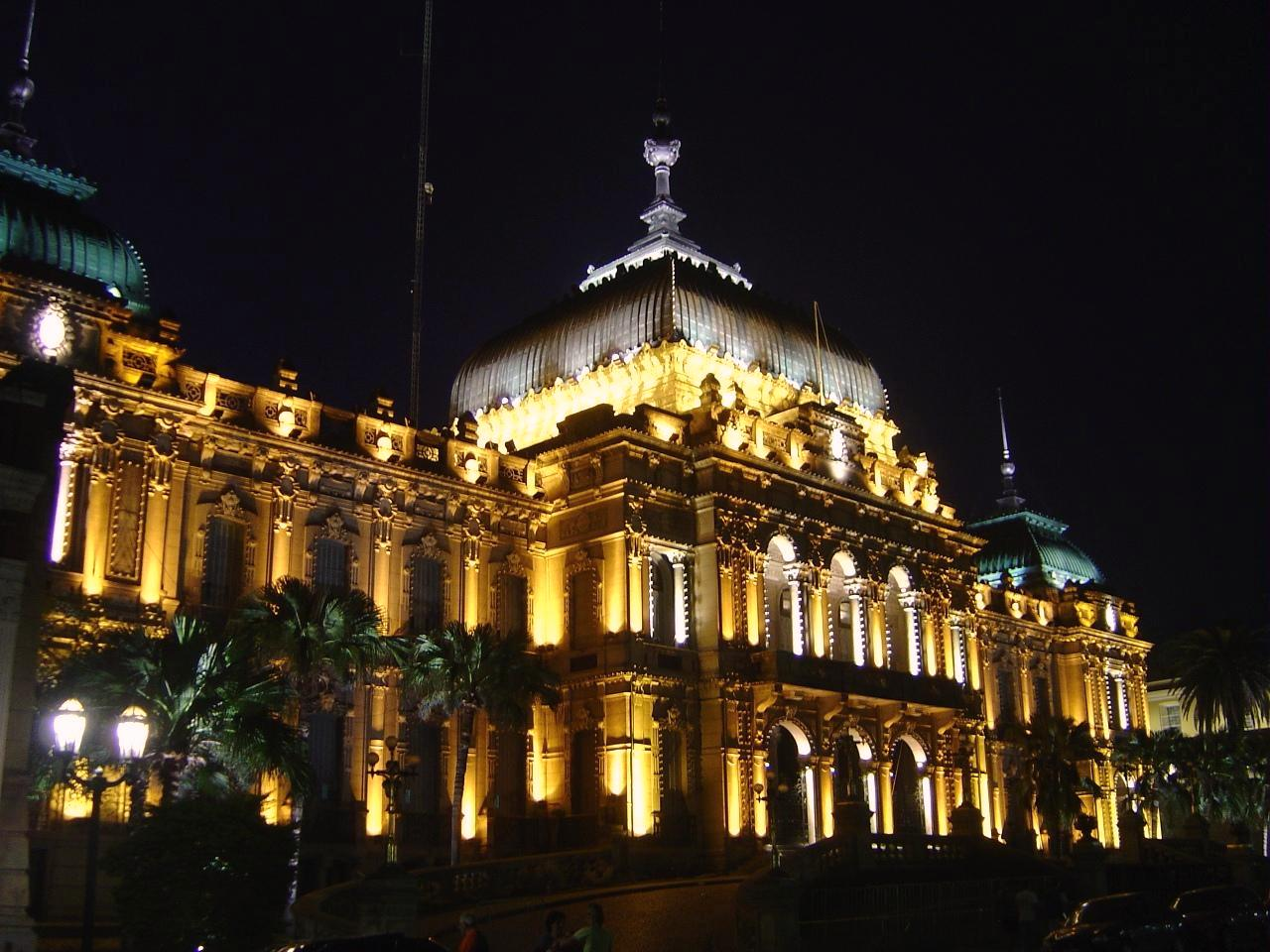
Vista nocturna.

La Casa de Gobierno de Tucumán es un monumento histórico nacional y sede del gobierno provincial de Tucumán, en la ciudad de San Miguel de Tucumán, Argentina.
A comienzos del siglo XX, la provincia de Tucumán carecía de edificios de importancia, siendo la más poblada y poderosa en el Noroeste argentino. Para remediar esa falta y para impulsar la renovación urbana y el desarrollo en la ciudad de San Miguel, el gobernador Luis Nougués impulsó la construcción de un palacio de gobierno que reemplazara al cabildo de los tiempos coloniales, que era todavía utilizado como sede de la administración provincial. Además, alojaba la casa de justicia y una pequeña cárcel.
El Gobernador encargó el diseño al ingeniero porteño Domingo Selva, quien eligió una arquitectura ecléctica de barroco francés con toques italianizantes y algunos adornos art nouveau, con fachadas revestidas en símil piedra París. Luego de la demolición del Cabildo, se adquirieron las dos propiedades vecinas, y la construcción comenzó en 1908. El nuevo edificio fue inaugurado el 9 de julio de 1912 por el Gobernador José Frías Silva y el presidente Roque Sáenz Peña, aunque comenzó a habilitarse dos años antes.
Enfrentado a la Plaza Independencia, la principal de la ciudad, el edificio sigue siendo uno de los más importantes de la ciudad. Su fachada imponente se complementa con interiores muy ornamentados, destacándose el Salón Blanco, utilizado históricamente para los actos oficiales, con sus arañas luminosas y los cielorrasos decorados por el pintor historicista Julio Vila y Prades (y recientemente restaurados por el escultor tucumano Santos Legname).
Los restos de uno de los tucumanos más distinguidos, Juan Bautista Alberdi, fueron trasladados desde el Cementerio de la Recoleta en Buenos Aires hasta Tucumán el 28 de agosto de 1991, para ser colocados en una cripta construida especialmente en los sótanos del palacio de gobierno.
El edificio está abierto a visitas guiadas.